# Grote Prijs van Québec 2011
De 2e editie van de Grote Prijs van Quebec werd verreden op 9 september 2011 en ging over 16 rondes van 12,6 kilometer.

## Deelnemende ploegen
Alle 18 UCI World Tour-ploegen namen deel. Daarnaast deelde de organisatie vier wildcards uit.
| 18 UCI World Tour-ploegen | 18 UCI World Tour-ploegen | 18 UCI World Tour-ploegen | 4 wildcards                 |
| ------------------------- | ------------------------- | ------------------------- | --------------------------- |
| AG2R-La Mondiale          | Team Katjoesja            | Quick Step                | Cofidis, le crédit en ligne |
| Pro Team Astana           | Lampre-ISD                | Rabobank                  | Française des Jeux          |
| BMC Racing Team           | Team Leopard-Trek         | Team RadioShack           | Team Europcar               |
| Euskaltel-Euskadi         | Liquigas-Cannondale       | Saxo Bank-Sungard         | Team SpiderTech-C10         |
| Team Garmin-Cervélo       | Team Movistar             | Sky ProCycling            |                             |
| Team HTC-High Road        | Omega Pharma-Lotto        | Vacansoleil-DCM           |                             |

## Wedstrijd

### Parcours
Het parcours bestond uit zestien lokale rondjes van 12,6 kilometer en was dus 201,6 kilometer lang. Het parcours was heuvelachtig en onder andere de laatste kilometer voor de streep liep lastig omhoog.

### Verloop
Op 14 km van de finish ontstond een kopgroep van tien man. Met nog 2,7 km te gaan versnelde Gilbert. Gesink ging in de achtervolging, maar wist de Belg net niet te achterhalen. Urán was de beste van de rest van de kopgroep.

## Uitslag
| Grote Prijs van Quebec 2011 |                  |                     |          |
| Plaats                      | Naam             | Ploeg               | Tijd     |
| Winnaar                     | Philippe Gilbert | Omega Pharma-Lotto  | 5u03'08" |
| 2                           | Robert Gesink    | Rabobank            | z.t.     |
| 3                           | Rigoberto Urán   | Sky ProCycling      | + 9"     |
| 4                           | Fabian Wegmann   | Team Leopard-Trek   | + 14"    |
| 5                           | Levi Leipheimer  | Team RadioShack     | + 15"    |
| 6                           | Björn Leukemans  | Vacansoleil-DCM     | + 23"    |
| 7                           | Simone Ponzi     | Liquigas-Cannondale | z.t.     |
| 8                           | Marco Marcato    | Vacansoleil-DCM     | + 25"    |
| 9                           | Gerald Ciolek    | Quick Step          | + 30"    |
| 10                          | Simon Clarke     | Pro Team Astana     | + 47"    |

2010 · 2011 · 2012 · 2013 · 2014 · 2015 · 2016 · 2017 · 2018 · 2019 · 2020-2021 · 2022 · 2023 · 2024
 Tour Down Under · 
 Parijs-Nice · 
 Tirreno-Adriatico · 
 Milaan-San Remo · 
 Ronde van Catalonië · 
 Gent-Wevelgem · 
 Ronde van Vlaanderen · 
 Ronde van het Baskenland · 
 Parijs-Roubaix · 
 Amstel Gold Race · 
 Waalse Pijl · 
 Luik-Bastenaken-Luik · 
 Ronde van Romandië · 
 Ronde van Italië · 
 Critérium du Dauphiné · 
 Ronde van Zwitserland · 
 Ronde van Frankrijk · 
 Clásica San Sebastián · 
 Ronde van Polen · 
  Eneco Tour · 
 Ronde van Spanje · 
 Vattenfall Cyclassics · 
 GP Ouest France-Plouay · 
 Grote Prijs van Quebec · 
 Grote Prijs van Montreal · 
 Ronde van Peking · 
 Ronde van Lombardije